# Кинеска граматика
Овај чланак описује граматику стандардног мандаринског језика. За граматику других облика кинеских језика, погледајте њихове чланке путем линкова на Кинески језик и Говорни кинески.
Кинеска граматика односно граматика стандардног мандаринског језика дели сличан састав граматике са многим језичним варијантама или дијалектима кинеског језика. Разликује се од оних употребљаваних у другим језичким породицама, и упоређује се на сличне наличи које се налазе у, на примјер, словенским језицима или семитским језицима. Поред генетске сличности унутар сино-тибетанских језичких фамилија у којој кинески припада, има доста јаке сличности са источноазијским језицима, група међусобно утицајних, али не и непосредно везаних језика, укључујући јапански и корејски језик.
Један значајни кључ кинеске граматике је да све речи имају само једну граматичку форму, јер језик нема конјугацију, деклинацију, или било које друге инфлексе (има мањих изузетака). Функције као што су број на именици или време у глаголима су изражене кроз ред речи или речца. Другим речима, где именице на другим језицима могу бити препознатљиви од једнина и множина („жена“ и „жене“) или глаголи по броју или особи („ја идем“, „он иде“), кинески глаголи су обично непроменљиви.

## Тема истакнутост
Кинески се сматра тема-истакнути језик, где тема реченице (дефинисан као „стара“ информација на којој се реченица темељи) узима истакнутост у реченици. На пример, сљедеће реченице се не чини да следе нормални субјекат-први ред речи, али се држе савршено на тема-коментар структури (традиционални карактери у заградама):
- 院子里 停 着 一 辆 车。 [院子裏停著一輛車。]
У дворишту је паркирана кола. (Кола су паркирана у дворишту.)
- 今 天 爬 山， 明 天 野 营。 [今天爬山，明天野營。]
Данас пењем планине, сутра логорим у отвореном. Ово је примјер реченице заменица-изостављеног језика. Субјекат ове реченице (на примјер, „ми“ или „ја“ или „наша школска група“) одређује се према контексту.
- 游 泳 我 最 拿 手。 Пливање ја сам најбоље (са поређењем са другим активностима, као што је трчање). (Ја сам најбољи у пливању.)

Мандарин је често класификовани као субјекат-глагол-објекат језик, јер глаголи пре прете него следе објекта у једноставним реченицама, али мандарински такође има многе карактеристике субјекат-објекат-глагол језика као турски. Ово је уочљиво ред речи, где готово сви модификатори именица, глагола и придева иду испред главе (измењени ставци), као у субјекат-објекат-глагол језика, него следе главу, као у субјекат-глагол-објекат језика. Дакле:
- Приједложни изрази који промењују глагол стају пред глаголом
- Генитив конструкције стају пред главне именице
- Релативне зависне реченице стају пред главне именице
- Придеви стају пред именице
- При поређењу придева, стандард за упоређење придева стају пред придеве

Осим тога, кинески се користи постпозиције у многим конструкцијама него претпозиције, на пример:
- 桌子上
„стол-на“ = на столу
- 房子里面 [房子裏面]
„кућа-унутра“ = унутар куће

Мандарински се такође ослања на формирање придевске изразе него зависност, на пример:
- 被我骑过的马 [被我騎過的馬]
од мене јашен коњ = коњ који сам ја јахао
- 给人烦恼的事情 [給人煩惱的事情]
„(даје људи бриге) ствар“ или „за људе брижљива ствар“ = ствар која брине људе

Осим тога, глаголски изрази долазе на крају подложне реченице, ако објект или индиректни објект је „означен“. На пример, постоје две врсте оптуженог падежа у мандаринском. Оптуженост 1 је више уобичајен падеж. Оптуженост 2 је резултат у промени стања објекта, подразумева јачи смисао у нешто што је учињено на објекту, те је означен са префиксом 把 bǎ и покретом глаголског израза на крају реченице.
- 我打破了盘子。 [我打破了盤子。]
Ја сам поломио тањир. (Оптуженост 1), према
- 我把盘子打破了。[我把盤子打破了。]
Ја тањир разбио (и није више у једном делу). (Оптуженост 2)

- 我打了一个电话。 [我打了一個電話。]
Ја сам ударио телефон (Ја сам звао на телефону). (Оптуженост 1), према
- 我把他打了一顿。 [我把他打了一頓。]
Ја њега ударио. (Оптуженост 2)

Слично томе, реченице са индиректним објектом обележене су са дативом 給/给 gěi– или реченице у пасивној изградњи (са субјектом префиксом 被 bèi–) следите субјекат-објекат-глагол поредак речи:
- 不要给我拍马屁。 [不要給我拍馬屁。]
Немој мене лаксати (Немој лаксати мене).
- 他被我打了一顿。 [他被我打了一頓。]
Он од мене изударан. (Он је био изударан од мене).

## Глаголски вид
Глаголски вид се подразумева формално својство на глаголима које означују трајност на дејство, односно његово течење кроз време. Кинески има јединствени сет глаголског вида: на пример, постоје два Аориста или свршеног вида, 了 (-le) и 過/过 (-guo) који се разликују препреденом значењу.
- le (свршен)
  - 我 当 了 兵。 [我當了兵。]
Ја сам постао војник (и још сам).
  - 他 看 了 三 场 球 赛。 [他看了三場球賽。]
Он је гледао три лоптане игре (и он је вероватно гледао многе током његовог живота, често се користи у временско ограниченом контексту, као што су „данас“ или „прошле недеље“).
- guo (искуствено свршен)

1. 我 当 过 兵。 [我當過兵。]
 Ја сам био војник раније (и више нисам).
2. 他 看 过 三 场 球 赛。 [他看過三場球賽。]
Он је гледао три лоптане игре (и то су све лоптане игре које је икада гледао, у контексту дејства као што су „гледати“ или „учествовати“, који лако могу бити поновљени, то не има исто значење према првом коришћењу, али тек означава да је дејство било у прошлости и описује стање до сада).

Два несвршена вида, 正在 (zhèngzài-) и 著/着 (-zhe) такође се разликују у прела:
- zhèngzài/zài (динамички)
  - 我 正 在 挂 画。 [我正在掛畫。] 
Ја вјешам слике. („Вешање“ је један непрекидан динамички догађај.)
- zhe (статички)
  - 墙 上 挂 着 一 幅 画。 [牆上掛著一幅畫。] 
Слика виси на зиду. („Виси“ је непрекидно тренутно стање.)

Другим речима, ако има смисла у реченици да се може изразити „у средини“, онда zhèngzài је вероватно потребно, у остале случаје, zhe. Тако: „Ја сам у средини вешања слика“ је zhèngzài, али „Слика је у средини вишења на зиду“ је zhe.
- Удвојување се користи за прављење разграниченог вида - дејство које се мало продужава:
  - 我 到 公 园 走 走。 [我到公園走走。]
Идем у шетњу у парк.

Ова реченица се може изразити као 走一走 zǒu yi zǒu, што значи иста ствар, и можда би се могло превести као „ходам малу шетњу“.

## Начин или наклон
Још једна категорија уређаја који су јединствени у кинеском су модалне речце, које се користе за изражавање начина, или израз како саопштење се односи на реалност и/или намеру. Међу њима, најважнији су:
- Le (започетан)
  - 我 没 有 钱 了。 [我沒有錢了。]
Од сада, ја сам без новца.
- Ne (очекиван) — често координира са 還/还 hái (још увек)
  - 他 还 没 有 回 家 呢。 [他還沒有回家呢。]
Он се још увек није вратио кући. (Није било промена у старој ситуацији)

Започетно le и очекивано le су две различите речи. Кинески лингвиста Јуен Жен Џао (Zhào Yuánrèn) нашао је траг да две „ле“ су биле две посебно различите ријечи. Чињеница је да су они сад написани на исти начин у мандаринском који може изазвати конфузију. Погледајте следећу реченицу:
妈
妈
来
了
！ [媽媽來了！]
Обележје на глаголски вид ле (пин: le) долази након прелазног или непрелазног глагола. Модална речца le долази на крају реченице и управља целу реченицу. Када непрелазни глагол долази на крају реченице, онда једини начин да бисте утврдили да ли је le на крају реченице, започетан или очекиван јесте да промотрите друштвени контекст. Реченица дата горе могу имати два различита значења. У једном случају, неко можда учествује у дуго удаљен телефонски разговор са мајком. Он је покушава уверити да путује до њега на некој прослави. Он спусти слушалицу телефона и каже: „Māma (yào) lái le!“. Та реченица даје информације да мајка није се претходно сагласила да путује овде, али ситуација се променила и она ће долазити после свега. Ако, међутим, неко куца на предња врата и особа која је отишла да отвори врата узвикне, „Māma lái le!“ то значи да је она дошла.

## Серијска глаголска конструкција
Серијска глаголска конструкција је основна карактеристика кинеске граматике, у којој су два или више глагола повезани заједно. Такође познат као глаголска наслага, серијска глаголска конструкција се обично исказује само на два начина: усмена допуна, који се појављује након главног глагола, и глаголски предлози, који се појављују испред главног глагола. Такво слагање готових је такође присутно у турском и на два друга главна језика у регији североисточне Азије.

### Говорне допуне
Кинеске реченице обично се тичу већином са резултатом и смером глагола, где је примењљиво. Због тога, кинески је развио снажан граматички строј који омогућава изградњу реченица који даје ову информацију. Западни текстови који се тичу о кинеској граматици понекад зову ово дупли глаголи.
Основно, активни глагол реченице је дат суфикса са другим глагол који означава или резултат прве акције, или смјер у којем је узео субјекат. Када такве информације су прикладне, обично је обавезно.
Допуна резултата долази у два укуса: један означава апсолутну исход, а други могући или вероватан исход. За приказ, глагол 听 [聽] tīng, „слушати“) ће служити као активни глагол, и 懂 (dǒng, „схватити“, „знати“) ће послужити за допуну резултата.
- 听 懂 [聽懂]
Разумети (нешто што чујете) 
Позитивна апсолутна допуна резултата
- 没 听 懂 [沒聽懂]
Не разумети (нешто што чујете) 
 Негативна апсолутна допуна резултата
 Имајте на уму да постојање апсолутне допуне резултата примора активни глагол у свршен вид, јер би описаност апсолутног резултата незавршене акције било без смисла - дакле коришћење 没 [沒] (méi) негира тај глагол.
- 听 得 懂 [聽得懂]
Да би могли разумети (нешто што чујете)
Позитивна могућа допуна резултата
Ова форма је једнака у значењу 能听懂 [能聽懂]néng tīng dǒng 
могућност (због ситуације, не вештине) разумети нешто
- 听 不 懂 [聽不懂]
Да не бисте могли разумети (нешто што чујете)
Негативна могућа допуна резултата
Приметите да резултат је негиран у овој конструкцији, не активни глагол, и да употреба 不 (bù), не 没 [沒] (méi) је обавезна због резултата акција, која је само могућност, очито не може бити у довршеном положају.

Допуна резултата је огромно снажна конструкција, и често се користи у кинеском. Изрази као што су 饿死了 [餓死了] (è sǐ le, буквално: гладан-до-умирања већ, значи ја гладујем) и 气死了 [氣死了] (qì sǐ le, буквално: бесан-до-умирања већ, што значи да сам врло љут). Надаље, могуће је анализирати многе аспектне суфиксе из перспективе допуне резултата, на пример, 了 (le) значи „готово“ или „већ“, тако да има смисла да ако га ставиш након глагола то би требало приморати активни глаголски аспект у свршен вид. Та сличност се завршава ту, иако је немогуће, на пример, изградити могућу допуну користећи 了 (le), иако је то могуће да се ради са 了 (liǎo) (исти карактер, другачији изговор). Иако ово задње има исто значење као прво у начелу, у допуну резултата то једноставно указује неспособност са неким глаголима (на пример, 受不了, да се не може трпети нечега или некога, као „ја то не могу трпети!“). Ова употреба допунског резултата (да једноставно негираш одређене глаголе) је врло честа. Ти глаголи који се могу негирати са допуном резултата често морају бити негирани са допуном резултата.
Понекад, идиоматски изрази се развијају користећи допуну резултата који изгледају да немају ишта у односу на резултат. На пример, изрази 看不起, 对不起 [对不起], и 买不起 [买不起] све користе 起 (qǐ, да се уздиже) као њихова допуна резултату, али њихова значења (гледати над (неким), испричати се, и не имати средстава, односно) се очито не односе на стварног значења карактера. То је деломично резултат метафоричких изградња, где 看不起 буквално значи да се неће погледати нагоре (погледати доље), и 对不起 [对不起] да не би се могао суочити (са неким).
- 他 把 盘 子 打 破 了。 [他把盤子打破了。]
Буквално: он ОБЈ-тањир ударио-поломио-СВ.

Он је ударио/испустио тањир, и разбио се.
 (дупли-глагол, где други глагол, „поломио“, је суфикс на први, и показује што се догађа на објекат као резултат акције.)
- 这 部 电 影 我 看 不 懂。 [這部電影我看不懂。]
Буквално: Овај филм ја гледам-не-разумем.

ја не могу схватити овај филм (иако сам га гледао.) 
 (дупли глагол и овде, где други глагол, „разумети“, је суфикс првог и разјасни могућност и успех релевантне акције.)

#### Додатак смера
Смер акције која се помера мора бити наведена. Једноставно, две усмерене допуне 去 (qù, ићи) и 来 [來] (lái, доћи) могу бити афиксуване на крају једног глагола да назначе на то да се помера од или према говорнику, односно. Ово може бити сложено са другим глаголима који додатно одређују смјер, као што су 上去 (shàng qù, пењати се), 过来 [過來] (gùo lái, доћи вамо), који могу онда бити сами афиксувани на глагол (као што су 走过去 [走過去], zǒu gùo qù, ходати преко). Типично, они се само могу наћи у апсолутну форму, иако супротни примери наравно постоје (起不来床 [起不來床] или 起床不來, да се не може дигнути са кревета).
- 他走上来了。 [他走上來了。]
буквално: он хода-горе-долази-ФФ.

Он је ишао горе (према мени). 
 (смерни суфикс означава „горе“ и „према“.)

## Бројачи (Мерне речи/јединице)
Коначно, кинеске именице захтевају бројаче (такође назвао мерне речи или класификатори) како би се убројили. То јест, када се одређује износ пребројивих именица, бројач мора да се слаже са именицом. Због тога се мора рећи: „兩頭牛/两头牛 две главе стоке“, а не две стоке (краве), са „頭/头 глава“ је јединица за мерење, или мерна реч. Овај феномен је чест у источноазијским језицима.
Бројачи служе сличну, али не и идентичну, улогу као граматички род именица у индоевропским језицима. Иако постоје десетина, ако не и стотина бројача које постоје, те морају бити запамћени појединачно за сваку именицу, велика већина речи обично користи „個/个 gè“, слично неутралном роду, и многи од оних који се могу користити други такође могу користити „個/个“ ако говорник одабере. Међутим, бројачи нису у целости слични граматичким родом, јер су често лексички значајни. Делимично, бројчане речи су обично повезане са одређеним скупинама именица везане са значењем, као што су „條/条 tiáo“ за дуг, танки предмет или животиње (нпр. ужади, змије или рибе), „把 bǎ“ за предмете са дршком (нпр. ножеви, кишобрани) „張/张 zhāng“ за равне предмете који мого бити убројени као листови (фотографије, крзна, итд.). Међутим, бројачи за многе именице се појављују неодређено. „Стол“ (桌子 zhuōzi) је zhāng именица вероватно јер је врх стола као лист и „столица“ (椅子 yĭzi) је bǎ именица вероватно због тога јер можемо преместити столицу са дизањем „дршке“, док једна друга реч за столицу, „凳子 dèngzi“ је неутрална „个“ именица.
Завршни део за неодређене и демонстративне чланове такође се мора сложити с одговарајућим бројачем за именицу. На пример, „狗 gǒu“ значи „пас“ или „псу“. Али одредити „онај / тај / овај пас“ (демонстративне) кажеш „那只狗/这只狗 [那隻狗/這隻狗] nèizhī / nàzhī / zhèizhī gǒu,“ и да кажеш „један пас“, кажеш „一只狗 [一隻狗] yīzhī gǒu,“ где завршетак „只 [隻] -zhī“ слаже са „родом“ именица „狗 gǒu.“ Слично томе, „она / та / ова / једна кућа“ су „那座房子/这座房子/一座房子 nèizuò / nàzuò / zhèzuò / yīzuò fángzi,“ где завршетак „座 -zuò“ је сугласан са именицом „房子 fángzi.“
За серију речи или предмета упарени са приставом са бројчаном реч (мерном реч), та пристава нумеричког израза обично слиеди номиналне фразе. На пример
内含个人资料表格，即DS-230和OF-169两份表格
... који садрже две особне информацијске облике DS-230 и OF-169
У „DS-230和OF-169两份表格“, 两 liang значи „два“, 份 fen значи „скуп“, и 表格 biaoge је именица „облика“.